# Avenula
Genre
Avenula est un genre de plantes monocotylédones de la famille des Poaceae, originaire d'Eurasie.

## Liste d'espèces
Selon ITIS (16 juillet 2016) :
- Avenula dahurica (Kom.) W. Sauer & Chmelitschek
- Avenula hookeri (Scribn.) Holub
- Avenula pubescens (Huds.) Dumort.

Selon Tropicos (16 juillet 2016) (Attention liste brute contenant possiblement des synonymes) :
- Avenula adsurgens (Schur ex Simonk.) W. Sauer & Chmel.
- Avenula adzharica (Albov) Holub
- Avenula aenigmatica (D.Lange) Holub
- Avenula aetolica (Rech. f.) Holub
- Avenula agropyroides (Boiss.) Holub
- Avenula albinervis (Boiss.) M. Laínz
- Avenula alpina (Sm.) W. Sauer & Chmel.
- Avenula argaea (Boiss.) Holub
- Avenula armeniaca (Schischk.) Holub
- Avenula arundana (Romero Zarco) Holub
- Avenula blaui (Asch. & Janka) W. Sauer & Chmel.
- Avenula breviaristata (Barratte) Holub
- Avenula bromoides (Gouan) H. Scholz
- Avenula cincinnata (Ten.) Holub
- Avenula cintrana (Roeser) Holub
- Avenula compressa (Heuff.) W. Sauer & Chmel.
- Avenula crassifolia (Font Quer) Holub
- Avenula cycladum (Rech. f.) W. Greuter s.l.
- Avenula dahurica (Kom.) W. Sauer & Chmelitschek
- Avenula delicatula Franco
- Avenula gervaisii Holub
- Avenula gonzaloi (Sennen ex St.-Yves) Holub
- Avenula hackelii (Henriq.) Holub
- Avenula hookeri (Scribn.) Holub
- Avenula hostii (Boiss. & Reut.) Dumort.
- Avenula jahandiezii (Litard. ex Jahand. & Maire) Holub
- Avenula letourneuxii (Trab.) H. Scholz
- Avenula levis (Hack.) Holub
- Avenula lodunensis (Delastre) Kerguélen
- Avenula lusitanica (Romero Zarco) Holub
- Avenula marginata (Lowe) Holub
- Avenula mirandana (Sennen ex St.-Yves) Holub
- Avenula montana Dumort.
- Avenula murcica Holub
- Avenula occidentalia (Gervais) Holub
- Avenula peloponnesiaca Holub
- Avenula planiculmis (Schrad.) H. Chmelitschek & W. Sauer
- Avenula praetutiana (Parl. ex Arcang.) Pignatti
- Avenula praeusta (Rchb.) Holub
- Avenula pratensis (L.) Dumort.
- Avenula pruinosa (Hack. & Trab.) Holub
- Avenula pseudoviolacea (Kerner ex Dalla Torre) Holub
- Avenula pubescens (Huds.) Dumort.
- Avenula pungens (Sennen ex St.-Yves) Holub
- Avenula requienii (Mutel) Holub
- Avenula schelliana (Hack.) W. Sauer & Chmelitschek
- Avenula scheuchzeri (All.) Dumort.
- Avenula sempervirens (Vill.) Dumort.
- Avenula setacea (Vill.) Dumort.
- Avenula sulcata (J. Gay ex Boiss.) Dumort.
- Avenula vasconica (Sennen ex St.-Yves) M. Laínz
- Avenula versicolor (Vill.) M. Laínz
- Avenula × talaverae C. Romano Zarco